# 衛満
衛 満（えい まん、生没年不詳）は、紀元前2世紀に朝鮮半島北部に衛氏朝鮮を建国した人物。朝鮮の歴史において同時代の歴史書に明記される最初の君主である。『史記』朝鮮伝では名のみ「満」と記す。姓を「衛」と記すのは『三国志』裴松之の注で引かれた『魏略』以降である。衛満について『史記』および『漢書』に詳細に記述されており、それによると、衛満は燕人である。

## 生涯
衛満に関する最も古い記録は『史記』であるが、単に「満」とだけ表記しており、『漢書』も「満」と表記している。『潜夫論』において「魏満」という表記がみられ、『魏略』『三国志』『後漢書』などは「衛満」と表記している。
『史記』によれば衛満は中国燕の人であり、燕王であった盧綰の部下だった（一方、『新撰姓氏録』は衛満は燕の大相国だったとあり、盧綰の腹心だったように書いている）。盧綰は漢朝の高祖の幼馴染であったが、謀反の嫌疑により漢軍の討伐を受け、前195年に盧綰は匈奴に亡命、衛満も東方へ逃れた。その際に衛満は千戸を率い浿水（現在の鴨緑江）を渡河、「秦故空地上下鄣」に定住した。「上鄣と下鄣」は二つの定義があり、一つは、原住民の居住地がない地域、つまり無人の荒地であり、二つは、谷や海の外側の平らな場所で、主に平野や中州を指し、以前から中国勢力がこの地域に進入し、無人の空き地に軍事要塞をつくって植民地化し、近隣の先住民を支配していた。秦が滅亡すると、中国は混乱に陥り、燕・斉・趙の民たちは相次いで朝鮮に亡命・避難した。さっそく衛満は、我ら亡命者が朝鮮を護ると箕子朝鮮王の準王にとりいり、準王は、中国の斉・趙・燕の人々が集まっている西部の亡命者コロニーの統治を衛満に任命し、衛満は、朝鮮西部に亡命者コロニーをつくった。秦・漢の混乱期以来、この亡命者コロニーに逃げこんだ斉・趙・燕からの中国人は数万人にのぼっていた。さらに衛満は燕・斉・趙からの亡命者を誘いいれ、亡命者コロニーの指導者となった。
衛満は、朝鮮に隷属しながらも自立した政権を築いたが、それは、朝鮮の国境を漢から守っていたため、軍事的性格が非常に強い、衛満を中心とした在地の漢人豪族との連合政権であった。そして衛満は、朝鮮を乗っ取る機会を虎視眈々とうかがい、ある時、衛満は芝居をうった。前漢が攻めてきたと詐称して、準王を護るという口実で、王都に乗りこんだ。その時、準王は衛満に応戦したが、『魏略』は「準は満と戦ったが、勝負にならなかった」と戦況を記し、箕子朝鮮を滅ぼして、衛氏朝鮮を建国した。衛満軍は、王都に進軍し、軍事的優位を活かして準王の政権を滅ぼしたが、『史記』には、衛満が準王を滅ぼしたという記述はないため、衛満による箕子朝鮮滅亡が事件であるならば、『史記』に記述がないことは、漢の武帝時代の公式記録にそれらの事件が存在しないことを意味するが、それはあり得ない。したがって、箕子朝鮮は、虚構ではないにしても、土着の豪族によるゆるやかな連合体であり、その王は、祭祀同盟の長である「祭祀王」である可能性があり、したがって『史記』は、衛満と箕子朝鮮の交代を王朝の交代ととらえなかったとみられる。
王険城（現在の平壌）を王都とした。衛満は、前漢皇帝の外臣となり、前漢皇帝は、自分を亡命に追いやった追究者、朝鮮乗っ取りの口実、再び君主と三度変わることになる。漢朝は前191年頃、衛満を遼東太守の外臣とし東方からの異民族の侵入に備えるとともに、衛満の朝鮮方面における支配圏の拡大を支持した。
『史記』は、衛満集団について「稍役屬真番、朝鮮蠻夷及故燕、齊亡命者王之、都王險。」と記しており、衛氏朝鮮の政権は、衛満の朝鮮侵攻に従った燕人、真番と朝鮮の土着の「蛮族」、衛氏朝鮮樹立後に河北・山東・遼東から移住してきた漢人からなる連合体であることが分かる。
『新撰姓氏録』によると日本の筆氏という帰化人系の氏族は、この衛満の子孫と自称していた。

## 家族
- 子：衛某（衛氏朝鮮第2代王、氏名不詳）
- 孫：衛右渠（衛氏朝鮮第3代王）
- 曾孫：衛長降